# 히로하타촌 (시즈오카현)
히로하타촌(広幡村)은 시즈오카현의 서부, 시다군에 속해있던 촌이다. 현재의 후지에다시 동부 및 야이즈시 에치고섬에 해당한다.

## 역사
- 1889년 4월 1일 - 정촌제 시행에 의해 시다군 히로하타촌이 성립하였다.
- 1957년 4월 1일 - 오아자 에치고시마는 야이즈시, 잔부는 후지에다시에 분할 편입해, 동일 히로하타촌은 폐지되었다.

## 교통

### 도로
- 국도 제1호선